# Mordella ragneri
Mordella ragneri is een keversoort uit de familie spartelkevers (Mordellidae). De soort is voor het eerst wetenschappelijk beschreven door Ermisch.